# Lipopolisacharyd

Schemat budowy LPS

Lipopolisacharyd (LPS) – endotoksyna stanowiąca amfifilowy integralny składnik zewnętrznej błony komórkowej osłony bakterii Gram-ujemnych i cyjanobakterii, gdzie tworzy złożone struktury z białkami i fosfolipidami. LPS spełnia liczne funkcje o podstawowym znaczeniu dla procesów życiowych tych mikroorganizmów, będąc jednocześnie jednym z czynników ich chorobotwórczości.
Te lipidowo-polisacharydowe heteropolimery zbudowane są z czterech regionów:
- Region I: O-antygen przeważnie jest polisacharydem złożonym z powtarzających podjednostek oligosacharydowych różnych reszt cukrowych, powiązanych wiązaniami glikozydowymi. Jest charakterystyczny dla danego szczepu. Charakteryzuje się dużą zmiennością składu wykazując różnice między szczepami. Odgrywając ważną rolę antygenu powierzchniowego i pełniąc odpowiedzialność za różnorodność antygenową, jest rozpoznawany przez system immunologiczny.
- Region II: zewnętrzny oligosacharyd rdzeniowy, zbudowany zazwyczaj z sześciowęglowych reszt cukrowych.
- Region III: wewnętrzny polisacharyd rdzeniowy, poprzez pierwszą resztę kwasu 3-deoksy-D-manno-oktulozonowego (Kdo), podstawia proksymalną resztę glukozaminy lipidu A. Powstałe między tymi cząsteczkami, kwasolabilne wiązanie ketozydowe ulega rozerwaniu podczas łagodnej hydrolizy, umożliwiając łatwą separację części polisacharydowej LPS od lipidu A. Reszty Kdo są zazwyczaj podstawiane przez kolejne reszty Kdo oraz heptozy (najczęściej L,D-Hep), które dodatkowo przyłączają ujemnie naładowane grupy fosforanowe.

Te wszystkie składniki, stanowiące konserwatywny strukturalnie komponent LPS bakterii Gram-ujemnych [przynajmniej jedna cząsteczka kwasu oktulozonowego lub jego pochodnej (8-amino-Kdo, D-glicero-D-talooktulozonowego(Ko)), są obecne w endotoksynach bakterii Gram-ujemnych] mogą występować w LPS sinic w bardzo niewielkich ilościach lub są całkowicie nieobecne.
- Region IV: lipid A mimo pewnej zmienności, jest najbardziej konserwatywną częścią LPS, kotwiczącą tę cząsteczkę w błonie zewnętrznej ściany komórkowej. Unikatowa struktura tego fragmentu odzwierciedla jego specyficzną rolę w aktywności biologicznej cząsteczki LPS, stąd nazywany jest on centrum toksyczności. Szkielet cukrowy tej części endotoksyny zazwyczaj tworzą dwie cząsteczki glukozaminy połączone wiązaniem β(1→6) glikozydowym. Heterogenność lipidu A zależy od stopnia podstawienia szkieletu cukrowego, powiązanego estrowo lub amidowo kwasami tłuszczowymi lub hydroksytłuszczowymi, które mogą być acylowane lub podstawione resztami fosforanowymi.

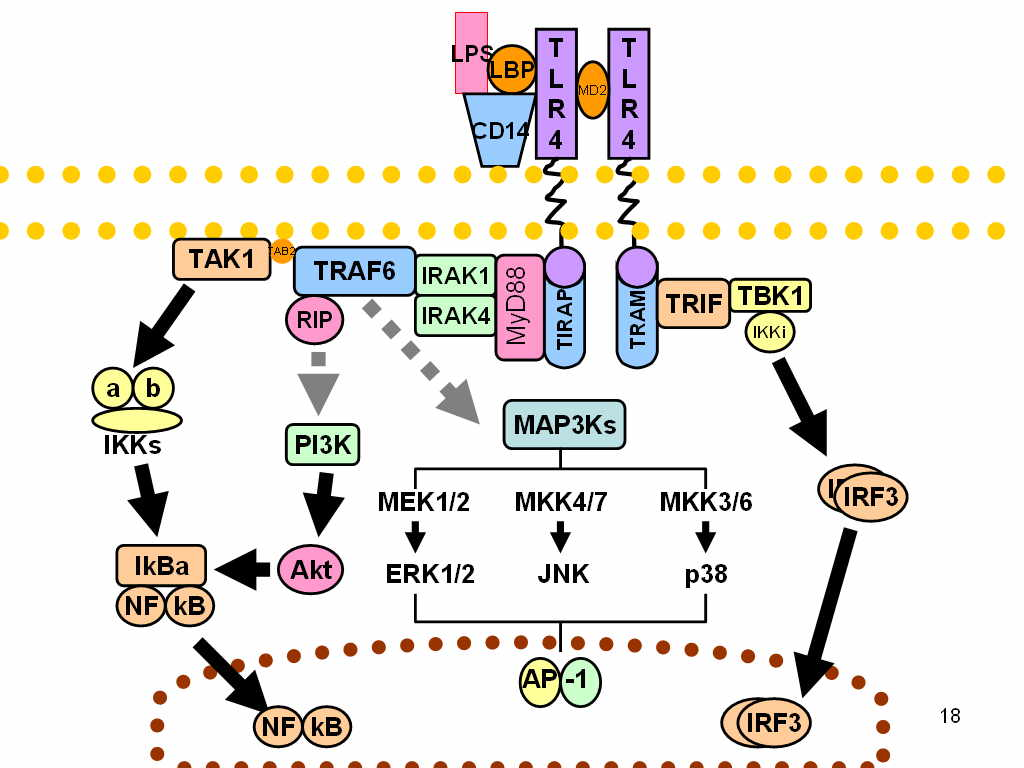
Schemat aktywacji receptora TLR przy użyciu LPS połączonego z LBP (Białka wiążącego lipopolisachard)